# مقاطعة كريستشيان (ميزوري)
مقاطعة كريستشيان (بالإنجليزية: Christian County)‏ هي إحدى المقاطعات في ولاية ميزوري في الولايات المتحدة الأمريكية.